# Václav Vojtěch Tošovský
Václav Vojtěch Tošovský (1. července 1912 Proseč u Skutče – 26. listopadu 2007) byl český lékař a spisovatel. Byl pediatrem, profesorem dětské chirurgie a ortopedie, autorem řady odborných i beletristických knih a významnou osobností Hnutí Pro život ČR.

## Život
Narodil se v rodině učitele a zároveň soukromého hospodáře, středoškolské vzdělání získal na gymnáziu ve Vysokém Mýtě.
V letech 1931–1936 studoval na lékařské fakultě Univerzity Karlovy v Praze. Po dokončení studií pracoval jako primář České dětské nemocnice v Praze na Karlově. Od roku 1945 působil na Klinice ortopedie a dětské chirurgie. Byl profesorem dětské chirurgie, ortopedie a traumatologie, emeritním profesorem 2. lékařské fakulty UK v Praze.
Na Klinice dětské chirurgie v Praze-Motole působil v letech 1950–1953 jako primář, 1953–1970 jako přednosta jejího traumatologického oddělení a 1970–1979 jako její přednosta.
V roce 1998 mu byl udělen titul Rytíř českého lékařského stavu. Byl členem řady vědeckých asociací, jeho odborné knihy byly oceněny cenami Avicenna, Chirurgické společnosti a Literárního fondu a přeloženy do řady cizích jazyků. Čestné občanství MČ Praha 2 mu bylo uděleno 3. května 2006.
Po celý život byl katolíkem a odpůrcem potratů, tento postoj je velice silně vyjádřen i v jeho beletristické tvorbě, zejména v románu Proč právě já.

## Dílo

### Odborné a populárně naučné knihy
- autor knihy Dětské nádory
- autor knihy Dítě a operace: Poučení pro rodiče
- autor knihy Dětské úrazy
- spoluautor knihy Dětské zlomeniny
- autor knihy Náhlé příhody břišní u dětí
- spoluautor knihy Neonatal Surgery

### Romány
- Ve třpytném moři je Kréta
- Stalo se v listopadu
- Proč právě já

### Ostatní
- autobiografie Padesát let chirurgem
- Nebojte se, nic nebude bolet – o první éterové narkóze v Čechách